# Ищево (Сланцевское городское поселение)
Ищево — деревня в Сланцевском городском поселении Сланцевского района Ленинградской области.

## История
ИЩЕВО — деревня госпожи Харламовой, по просёлочной дороге, число дворов — 3, число душ — 18 м. п. (1856 год)

ИЩЕВО — деревня владельческая при колодце, число дворов — 4, число жителей: 50 м. п., 54 ж. п. (1862 год) 

В XIX — начале XX века деревня административно относилась к Выскатской волости 1-го земского участка 1-го стана Гдовского уезда Санкт-Петербургской губернии.
Согласно Памятной книжке Санкт-Петербургской губернии 1905 года, деревня Ищево входила в Песвицкое сельское общество.

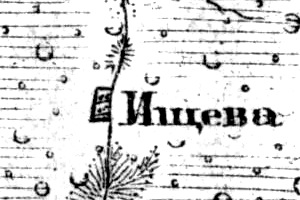
Деревня Ищево на карте 1919 года

Согласно карте Петроградской и Эстляндской губерний 1919 года деревня называлась Ищева.
По данным 1933 года деревня Ищево входила в состав Попковогорского сельсовета Рудненского района.
По состоянию на 1 августа 1965 года деревня Ищево входила в состав Выскатского сельсовета Сланцевского района.
По данным 1973 года деревня Ищево входила в состав Попковогорского сельсовета.
По данным 1990 года деревня Ищево вновь входила в состав Выскатского сельсовета.
В 1997 году в деревне Ищево Выскатской волости проживали 3 человека, в 2002 году — 4 человека (все русские).
В 2007 году в деревне Ищево Сланцевского ГП проживали 4 человека, в 2010 году — 6.

## География
Деревня расположена в центральной части района на автодороге 41К-165 (Сижно — Ищево).
Расстояние до административного центра поселения — 11 км.
Расстояние до железнодорожной платформы Сланцы — 9 км.
К северу от деревни берут исток ручьи Фурстовка и Яишной, притоки реки Боровенка.

## Демография
| 2007 | 2010 | 2017 |
| ---- | ---- | ---- |
| 4    | ↗6   | ↘1   |